# Десет книги за архитектурата
Десет книги за архитектурата (на латински: De architectura libri decem) е трактат на римския архитект и военен инженер Витрувий – най-древният документ, описващ строителни технологии, който е съхранен през Средновековието в манастирски преписи. Превръща се в ключовата книга за архитектурата на италианския Ренесанс. Канонът за пропорциите на Витрувий, разработен според пропорциите на човека, са изразени най-ясно в прочутата рисунка на Леонардо Витрувианският човек, вписан в кръг и квадрат.
За книгата е известно, че тя е написана като израз на благодарност на Марк Витрувий към император Октавиан Август, от когото не много известният тогава архитект получава прилична пенсия.
Трактатът се основава на личния опит на Витрувий като архитект, както и на теоретични произведения на прочути древногръцки архитекти като Хермоген. Той разглежда различни области: строителни материали, храмова архитектура, обществени и частни сгради, декорация, хидравлика, машини и измервания и др. строителни аспекти, но се ограничава само до разглеждане на гръцките модели, предшестващи римските образци. Съвсем скоро римската архитектура ще поеме по съвсем различен път, за да отговори на новите нужди на разрастващата се империя.